# Buckhurst Hill (métro de Londres)
Buckhurst Hill est une station de la Central line, du métro de Londres, en zone 5. Elle est située, hors des limites du Grand Londres, à Buckhurst Hill, district d'Epping Forest dans le comté de l'Essex.

## Histoire
La station, Buckhurst Hill, est mise en service le 22 août 1856 par l'Eastern Counties Railway (en). Elle est intégrée dans le réseau du Métro de Londres, le 14 décembre 1947.

## Services aux voyageurs

### Desserte

Installations et desserte
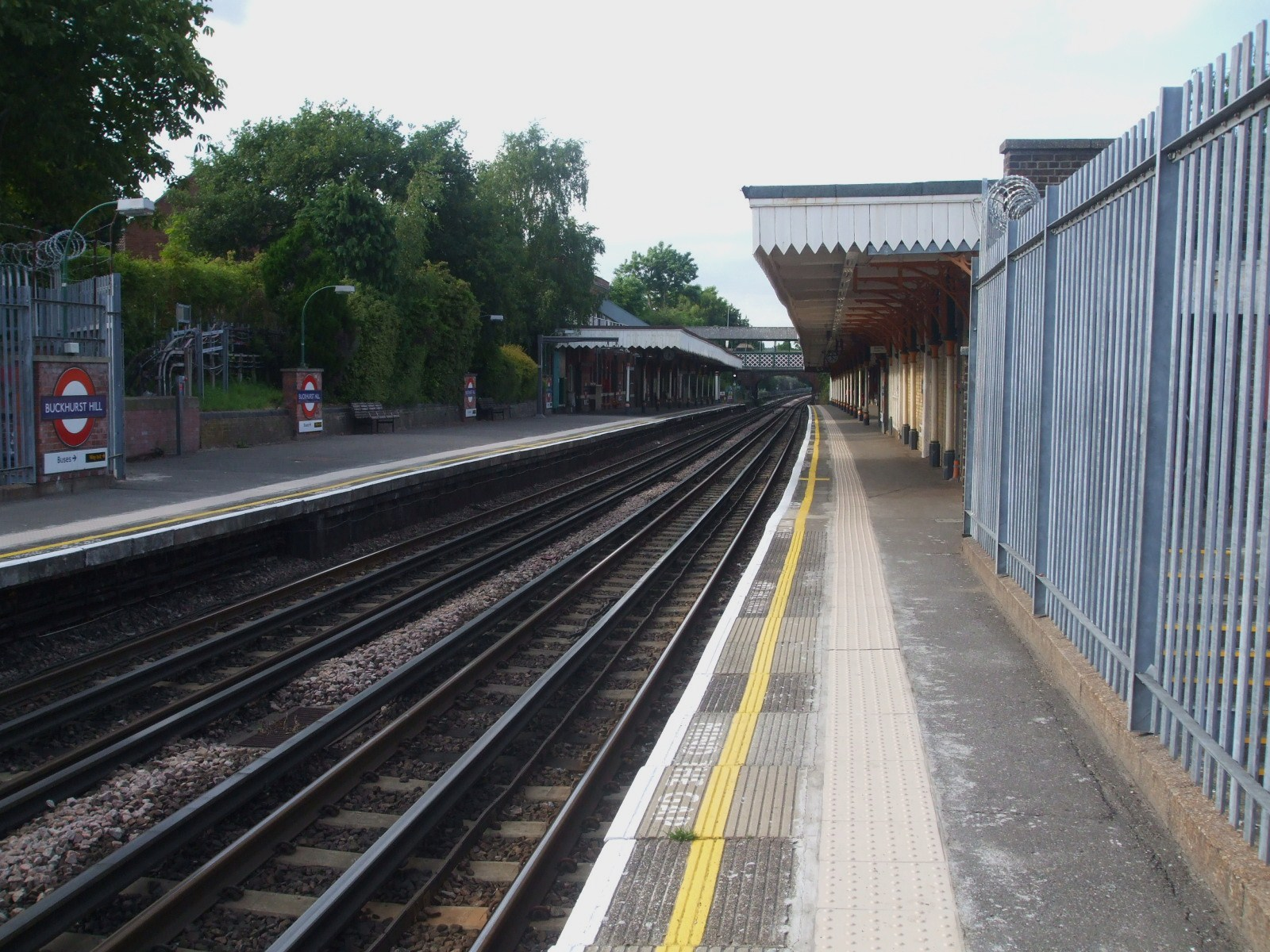
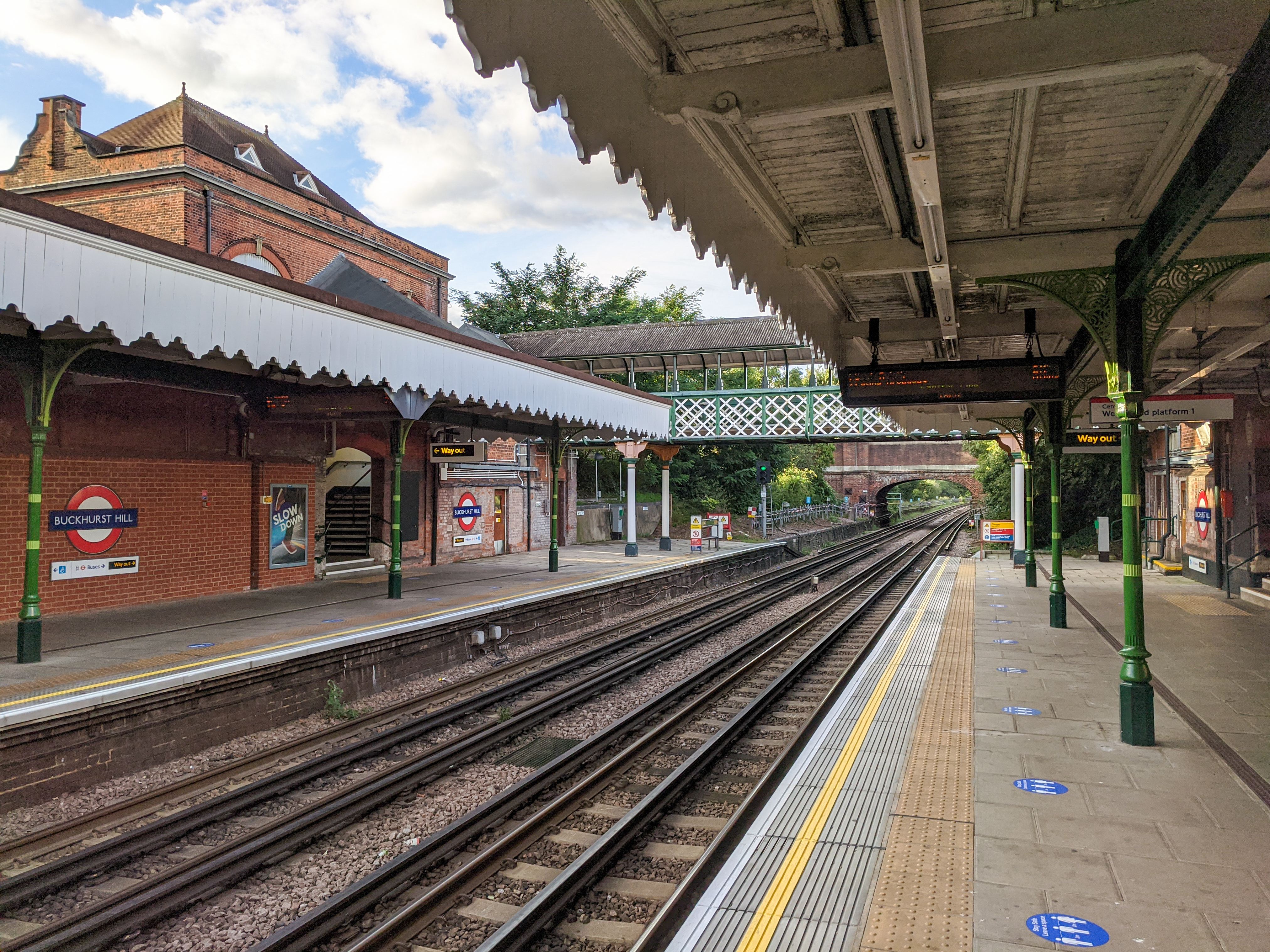
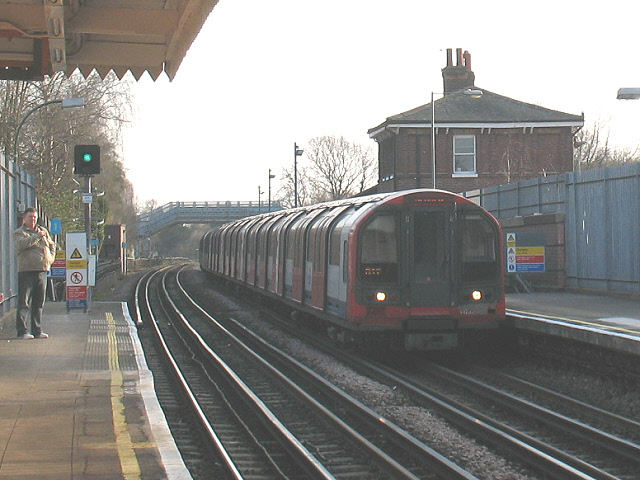

## À proximité
- Buckhurst Hill